# 白烏派克花介
白烏派克花介（学名：Pacambocythere buntoniae）为粗面介科派克花介屬下的一个种。